# 大使剧院
大使劇院（Ambassadors Theatre），原名為新大使劇院（New Ambassadors Theatre），是倫敦西區劇院的其中一座劇院，位於倫敦西敏市的西街，靠近查令十字路的劍橋圓環。它是西區劇院中規模最小的劇院之一，最多可容納444個座位，禮服圈僅可容納195人，小隔間可容納251人。

## 歷史
大使劇院連同毗鄰的聖馬丁劇院均由建築師W·G·R·斯普拉格構想及設計，兩者作為同伴於1913年同時誕生，然而第一次世界大戰使後者的建設中斷了三年。大使劇院的建造目的是成為一個私密的小型劇院，座落於著名的餐廳常春藤的對面，那是戲劇精英們最喜歡到訪的地方。
1973年3月，大使劇院獲英格蘭遺產委員會列為英國二級文物保護單位。

### 新大使時代
1996年，該場館被與之同名的大使劇團購下，該集團現時是西區最大的劇院運營商。它首先被分成兩個細小的空間，通過在圓形層創建一個假地板，由皇家劇院使用。該場地然後在1999年恢復到原來的設計，並更名為新大使劇院，並舉辦在較小的邊緣場所以外通常看不到的小眾作品和戲劇。然而，該劇院在幾年之內在很大程度上恢復了上演被認為在西區的位置更具商業可行性的題材。
2007年4月4日，大使劇團宣布把該場地出售予史提芬·韋利-高雲，後者把該場地以昔日的名稱重新命名為大使劇院，並開始了廣泛的翻新計劃。韋利-高雲於2014年宣布計劃把大使劇院出售予德爾方特麥金托什劇院，後者表示打算在出售完成後以史蒂芬·桑坦之名重新為劇院命名。出售後來被推遲以等待重建獲批准，並最終在2018年11月被取消。2018年12月，韋利-高雲以£1,200萬英鎊的價格把該劇院賣回給大使劇團，是麥金托什預定支付的兩倍多。

## 製作

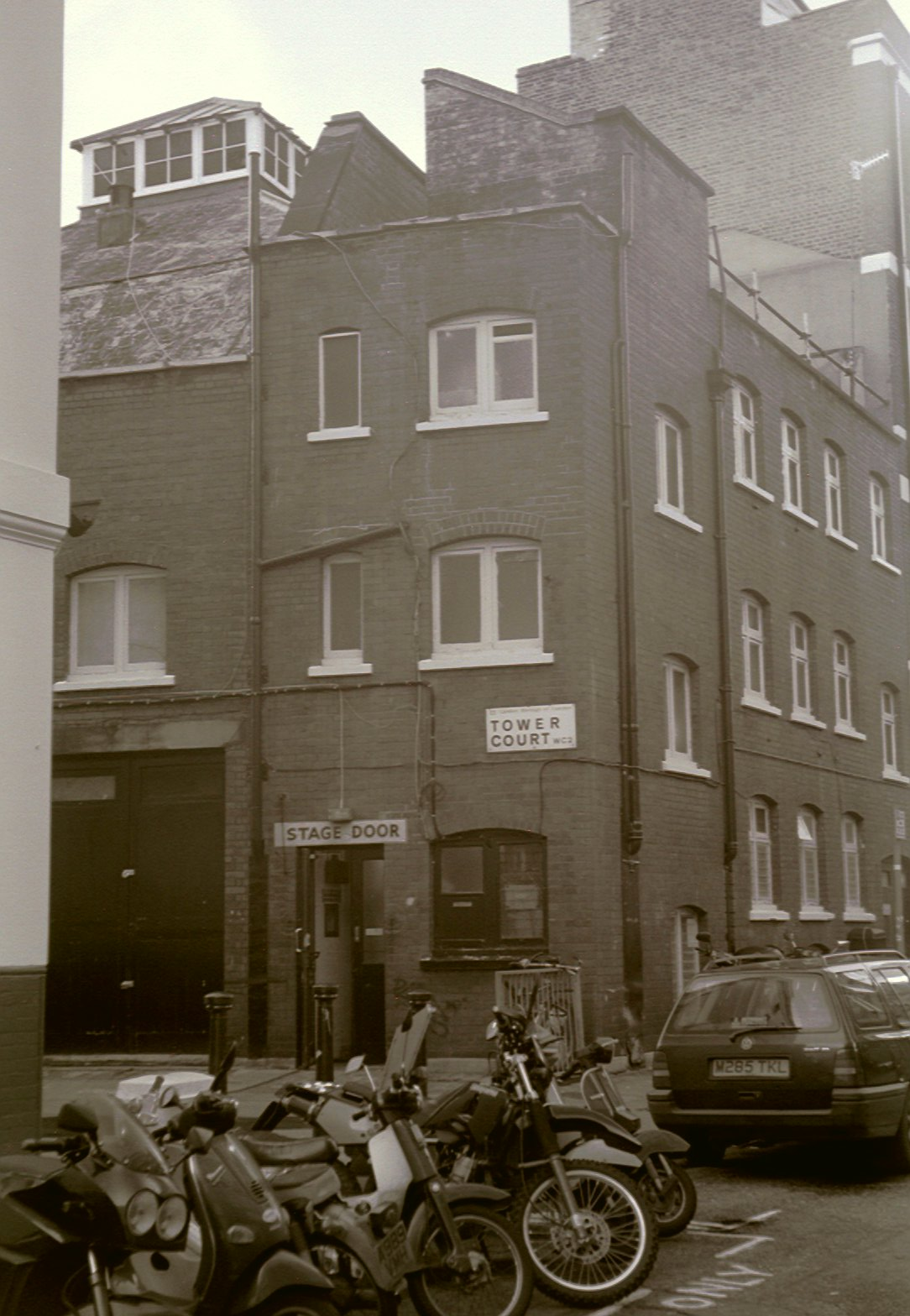
2000年，大使劇院的舞台之門。

1935年，慧雲·李於大使劇院主演戲劇《美德面具》，這是羅蘭士·奧利佛首次看過她演出的戲劇。該劇院最著名的作品是阿嘉莎·姬絲蒂的《捕鼠器 》，該劇於1952-1974年上演，在遷至隔壁的聖馬丁劇院之前，該劇仍在上演。
該劇院在被製作人索妮亞·費德曼領導的大使劇團收購後，製作的作品包括：麥克·雷文希爾的《一些顯式寶麗來照片》、李·賀爾的《勺子臉斯坦伯格》、森緲·貝克特執導並由尊·赫主演的《克拉普的最後一盤磁帶》，並且是瑪麗·鍾斯的《他口袋裡的石頭》以及伊芙·恩斯勒的《陰道獨白》之首個駐西區劇院的場地。
大使劇院最近的作品包括屢獲殊榮的約翰·道爾（John Doyle）的《魔街理髮師》，後來該劇移師至百老匯，還有《應彤——與打手同行》、《一個會守望我的人》、《旅程的終點》，以及凱特·貝兹（Kate Betts）的戲劇《第三天》之全球首映，它嬴得第四台的電視連續劇《戲劇就是一件事》。
2006年，該劇院重演了彼得·賀爾製作的具有里程碑意義的複興戲劇《等待果陀》，該劇嚴格限定於秋季期間上演。劇院最近的作品包括美尼爾巧克力工廠製作的《恐怖小店》，布什劇院製作並由李察·威爾遜和羅伯特·巴瑟斯特主演的《鞭打》，以及在同年11月至2007年2月上演的《情歌》，由施利安·梅菲及莉芙·金寶主演。